# Cmentarz św. Iwana w Rydze
Cmentarz św. Iwana w Rydze (łot. Ivana kapi) – cmentarz prawosławny znajdujący się w Rydze przy ul. Kalna 19 na Moskiewskim Przedmieściu.

## Historia
Nekropolia została założona w XIX wieku. Chowano tu głównie mieszkających w Rydze Rosjan oraz ludność wyznania prawosławnego.